# Дом К. К. Дилланчиянца
Дом К. К. Дилланчиянца — ростовский памятник градостроительства и архитектуры. Здание расположено на пересечении улицы Советской и 7-й линии в историческом районе Нахичевань. Построено в конце XIX века. Входит в охранную зону Доходного дома А. Э. Туманова и обозначен как исторически-ценный градоформирующий объект.
В дореволюционный период дом принадлежал купцу К. К. Дилланчиянцу и служил его семейной резиденцией. После революции здание было национализировано и использовалось под различные административные нужды. Архитектурные особенности здания включают симметричный фасад с декоративными элементами, характерными для эклектики, такими как лепные карнизы и наличники окон. Высокий цоколь и массивные стены подчеркивают монументальность постройки. В настоящее время здание используется под офисные помещения, сохраняя при этом исторический облик и архитектурную ценность.